# 李延宠
李延宠（？—？），李诗琐高的儿子，唐代奚族部落联盟的首领。
唐玄宗开元二十年（732年），随父亲归附唐朝，之后，父亲死后，他嗣位为饶乐都督。之后随契丹叛唐，被张守珪击败，再次降唐。再为饶乐都督、怀信王。天宝四年（745年）三月，娶唐朝宜芳公主杨氏（唐中宗的外孫女，长宁公主之女）和亲，九月杀公主反唐。唐朝另立娑固。